# 今田耕司のネタバレMTG
『今田耕司のネタバレMTG』（いまだこうじのネタバレミーティング）は、2021年4月3日から2025年3月22日まで読売テレビで、毎週土曜日の11:55 - 12:53（JST）に放送されていたトークバラエティ番組である。今田耕司の冠番組でもある。
2012年10月6日に放送が開始され、2021年3月27日に終了した『特盛!よしもと 今田・八光のおしゃべりジャングル』（とくもり!よしもと いまだ・はちみつのおしゃべりジャングル）についても記述する。ただし、特盛の初回のみ36分拡大、13:30までの放送だった。
2021年4月3日からタイトルを「今田耕司のネタバレMTG」に変更し、リニューアル。

## 概要
司会の今田・八光の下に、さまざまな芸人が集結し、爆笑裏ネタトークを繰り広げる。2021年現在は芸人だけに限定せず、芸人以外の芸能人とジャーナリストなどの識者もパネリストに加わることが多く、関西版『ワイドナショー』（同番組はフジテレビ系）とも言われている。
生放送ではなく、隔週2本録りである。
2013年4月6日から2015年3月28日まで、11:35 - 11:45枠で『まもなく特盛!』と題した事前番組も放送されていた。2014年10月25日では「祝！放送100回目」という内容であったが、その日の本放送は101回目であった。
2025年3月2日、読売テレビが新情報番組『サタデーLIVE ニュース ジグザグ』を4月5日から放送開始する事を発表したため、当番組については同年3月22日付で放送終了となった。

## 司会
- 今田耕司
- 月亭八光
- 林マオ

## 番組の休止
- 2013年7月6日、2014年7月12日は、日本テレビ制作『THE MUSIC DAY 音楽のちから』放送のため休止。
- 2014年6月14日は、6月9日放送分[注釈 2]の振替で日本テレビ制作『世界まる見え!テレビ特捜部』2時間スペシャルのため休止[注釈 3]。
- 2015年7月4日は、日本テレビ制作『THE MUSIC DAY 音楽は太陽だ』放送のため休止。
- 2016年7月2日は、日本テレビ制作『THE MUSIC DAY 夏のはじまり』放送のため休止。
- 2018年2月17日は、『ピョンチャンオリンピック2018 ハイライト』放送のため休止。
- 2018年7月7日は、日本テレビ制作『THE MUSIC DAY2018 〜伝えたい歌〜』放送のため休止。
- 2021年5月1日は、『ytvアナ全員集合!アナだらけスペシャル』放送のため休止[注釈 4]。
- 2021年8月7日は、『東京オリンピック バスケットボール男子・決勝 フランス×アメリカ』放送のため休止。

## ネット局
2024年春現在
すべてのネット局が字幕放送を行っている。事前収録だが、読売テレビでは聞き取ってからの入力送信（リアルタイム字幕放送）である。
| 放送対象地域   | 放送局                  | 系列           | 放送時間           | 放送開始日    | ネット状況 | 備考           |
| -------------- | ----------------------- | -------------- | ------------------ | ------------- | ---------- | -------------- |
| 近畿広域圏     | 読売テレビ（ytv）       | 日本テレビ系列 | 土曜 11:55 - 12:54 | 2012年10月6日 | 制作局     | 字幕放送を実施 |
| 中京広域圏     | 中京テレビ（CTV）       | 日本テレビ系列 | 土曜 11:55 - 12:54 | 2022年4月2日  | 同時ネット | 字幕放送を実施 |
| 北海道         | 札幌テレビ（STV）       | 日本テレビ系列 | 土曜 13:00 - 14:00 | 2023年4月1日  | 時差ネット | [ 注釈 6 ]     |
| 富山県         | 北日本放送（KNB）       | 日本テレビ系列 | 土曜 13:00 - 13:58 | 2024年4月6日  | 時差ネット |                |
| 香川県・岡山県 | 西日本放送（RNC）       | 日本テレビ系列 | 土曜 12:00 - 13:00 | 2022年4月2日  | 時差ネット | [ 注釈 7 ]     |
| 福岡県         | 福岡放送（FBS）         | 日本テレビ系列 | 土曜 13:30 - 14:30 | 2017年4月8日  | 時差ネット | [ 注釈 8 ]     |
| 長崎県         | 長崎国際テレビ（NIB）   | 日本テレビ系列 | 土曜 13:00 - 14:00 | 2021年4月3日  | 時差ネット | [ 注釈 9 ]     |
| 鹿児島県       | 鹿児島読売テレビ（KYT） | 日本テレビ系列 | 土曜 14:25 - 15:25 | 2015年10月3日 | 時差ネット | [ 注釈 10 ]    |

- 広島テレビ（HTV）では2016年9月まで土曜午後枠などで不定期放送、2016年10月から2018年3月は日曜 9:55 - 10:55に定期遅れネット、2018年4月から同時ネットとなったが、時折プロ野球中継によるゴールデンタイム番組の振替放送などのため放送休止の場合があった。同時ネット期間中は広島ホームテレビ（テレビ朝日系列）が裏番組として『開運!なんでも鑑定団』（テレビ東京）の再放送をレギュラー編成していたため、今田が司会の番組が競合することになった。結果的に2019年9月で打ち切り、再放送・単発特番枠を拡大している。

## スタッフ

### 今田耕司のネタバレMTG以降
2025年2月8日時点
- 演出：西田治朋（クロスブリード、2015年6月から2016年6月までは、総合演出）
- ディレクター：片平論、溝根正人（Jワークス）、坂本理世、森本真史、河野竜一、渡利綸平、伊谷紗樹、石川彬・増田健介（NexTry）、東郷誠（ブリッジ）、平野孝雄・明智亮太・竹本明香（よしもとブロードエンタテインメント、平野→以前はAD）、小林友香、松本剛樹（BUDDY）、鈴木さくら、光岡麦（BAX）、坂野春菜(奈)、坂本真央【週替り】
- 構成：武輪真人、米井敬人、小林広美、上野大輔、橋本洋介
- TD・CAM：杉本麻也・坂口拓磨（ytv）【週替り】
- TD：三村将之・坂口裕一・菊地健・小池一暢（共にytv、三村→以前は照明►一時離脱►復帰、坂口・小池→以前はTD・SW・カメラ►一時離脱►復帰、菊地→以前はMIX・VE►VE）【週替り】
- SW：松本学（NexTry）、浦上茂樹・野口忠繁（ytv、浦上→以前はカメラ►一時離脱►復帰、野口→以前はカメラ►TD・CAM）【週替り】
- SWOrCAM：横田浩一（以前はSW）【週替り、回によって担当が異なる】
- CAM：出口雅樹、宮崎良昭、土肥俊之【週替り】
- MIX：後藤敬介、小川要輔、辰野雄一、畑仲豊萌、山﨑多佳彦【週替り】
- VE：松下英男、今中萌那、綾井星太、鈴木淳之（鈴木→一時離脱►復帰）【週替り】
- 照明：窪内誠・窪田和弘（ytv、窪内→以前はVE、窪田→一時離脱►復帰）、鷲津繋比古【週替り】
- 編集：笹岡真丈（ytv）、間宮英輔・平池武志（共にNexTry）【週替り】
- 編集/グラフィック：長谷川功一（以前は、編集）【週替り】
- グラフィック：石津祥、西原里奈、大野卓【週替り】
- 音効：村木綾（NexTry）
- MA：畦地(池)有花、寺本卓矢（NexTry、寺本→一時離脱►復帰）【週替り】
- 美術：伊藤大樹（ytv）
- 美術進行：荒川絵里
- 大道具：岩崎柊平
- 小道具：門地七海（2024年11月9日-）【週替り】
- タイトルデザイン：仲里カズヒロ（studio-pool.com、以前は番組ロゴ・キャラクター）
- メイク：丸善
- 宣伝：手塚大貴（ytv）
- 協力：クロスブリード、ハートス、つむら工芸、高津商会、グリーンアート、ロジスティード西日本、アサヒ精版、ダレカノデザイン、ビーオネスト、放送事業社
- AP：松田奈々（吉本興業、2024年8月17日 - ）、長尾美伶（2022年8月20日 - ）
- 協力：よしもとブロードエンタテインメント（2016年7月9日 - ）
- 制作協力：吉本興業、NexTry（NexTry→以前は協力）
- プロデューサー：加藤崇（ytv、2023年7月8日 -、以前は宣伝→一時離脱→復帰）、松本洋平（NexTry、以前はディレクター兼務）、谷垣和歌子（吉本興業、以前はよしもとクリエイティブ・エージェンシー→一時離脱→復帰）、後藤ちあき（よしもとブロードエンタテインメント、YBE所属時代はディレクター→一時離脱→復帰→吉本興業所属時代はプロデューサー）
- チーフプロデューサー：遠山正悠（ytv、2024年6月8日 - ）
- 制作著作：ytv（読売テレビ）

### 過去のスタッフ
- ディレクター：中嶋信之・関典明・安部祐真（ytv）、鷲見演博・石田耕平・佐藤麻衣子・山下卓哉・守屋賢・厨子幸三・鈴木啓太（よしもとブロードエンタテインメント、守屋→以前はAD→一時離脱►復帰）、瀬戸優・堀家寛之・西祐輔（NexTry）、河内大（NexTry、2018年7月14日 - 2019年3月はプロデューサー/ディレクター►一時離脱）、前等（よしもとブロードエンタテインメント、一時離脱→復帰）、井藤伸弘、富山夏恋、孫貴志（一歩本舗）、呉本咲希
- 構成：原佑貴子、かわら長介、増山実
- ナレーター：森若佐紀子・林マオ・萩原章嘉・三浦隆志・山本隆弥（ytvアナウンサー）
- TM：松浦正和（ytv）
- TD・MIX：鈴木直人（ytv）
- TD・SW：井ノ口鉱三・藤井義行（共にytv、井ノ口→以前はカメラ）
- TD・SW・カメラ：野平浩二（ytv、以前はカメラ）
- カメラ：岩崎寛、宮川竜之介（ytv）、杉本康弘、吉岡利晃（関西東通）、大橋優（ytv）、石田和也、加藤裕規（関西東通）、大矢晃平（ytv）、筒井周太
- MIX：小西康元・正木良・四方武範・池永裕一（共にytv）、井上典子（関西東通）、河喜多正悟（NexTry）
- VE：辻義幸・上田好一（共に関西東通）、米田忠義・木谷公久・山岡宗馬・池見憲一・古門優弥（共にytv、古門→以前はカメラ）、白根健太朗
- 照明：堂免高志・浜野眞治・廣江貞雄・奥嶋駿介・吉田勝（共にytv、吉田→以前はTM）
- 編集：有賀聡・渋谷良人・越田ヤスヲ（共にNexTry）、吉住憲二
- グラフィック：河野朋子（以前は、編集）、大西洋平、石田恵利、杉村萌子、麻田実織
- MA：古庄陽・西山直宏（共にNexTry）
- 美術：山本真平・尾前江美・箕田英二・野沢桃子・松井珠美（共にytv）
- 美術進行：長洲史雅、津田泰司、長瀬靖、加賀谷寿雄
- 大道具：宮崎友紀
- メイク：A.I.C
- フードコーディーネーター：廣瀬雅子（料理回のみ）
- 協力：Studio-Pool.com、大阪エース、MORE、関西東通、サウンドエースプロダクション、アイデアリミックスクラブ、CORALRED、教映社、日立物流
- 編成：西島淳一・柿本幸一（共にytv）（柿本→2014年7月19日 - 時期不明、2014年7月5日まではプロデューサー）
- 広報：松井信博・熊谷有里子・折原加奈・三輪宗滋（共にytv）（三輪→2015年7月18日 - 時期不明）
- 宣伝：藤生朋子（ytv、広報の時期あり）、松山有紀（ytv）
- AD：岡憲一郎、久世恵太、小原和洋（ytv、小原→以前はディレクター）、福田達也、楠原宝子、稲生祐一
- AP：藤林千絵、荒巻由希子、百田咲子（百田→よしもとブロードエンタテインメント）、檀野汐里（吉本興業、2022年8月20日 - 2023年3月）、山中脩平（吉本興業）、佐藤慎太郎（2024年8月24日）
- チーフディレクター：岡本浩一（ytv）（2014年7月19日 - 2015年3月28日）
- 協力：ワイズビジョン（2014年12月まで）、よしもとビジョン（2015年1月17日 - 2016年6月25日）
- プロデューサー：多賀規恵・山本陽・新宅淳（ytv）、植田隆志・田井中皓介・坂口大輔・牧里子（よしもとクリエイティブ・エージェンシー）、亀井俊徳（吉本興業、一時離脱►復帰）、木村友厚（よしもとブロードエンタテインメント）[注釈 11]、片岡克也（当時ワイズビジョン、現:ytv東京制作CP）、出原照久（ytv NexTry、2018年1月13日 - 6月30日）
- チーフプロデューサー：山岸正人・薮亀かおり・岩尾安治（全員ytv）、武野一起（ytv／ワイズビジョン）、村上雅俊（ytv、2016年7月9日 - 2020年7月4日）、竹本輝之（ytv、2020年7月11日 - 2023年7月1日）、吉田聖（ytv、2023年7月8日 - 2024年5月25日、以前は編成►2020年8月1日 - 2023年7月1日まではプロデューサー）